# Polona Barič
Polona Barič (født 15. Maj 1992 i Izola, Slovenien) er en slovensk håndboldspiller, der spiller for RK Krim og Sloveniens håndboldlandshold.